# Катастрофа Challenger 601 над Арубой
29 января 2015 года, в небе над Арубой был сбит самолёт Canadair CL-601 Challenger. Он разбился на юго-восточном побережье Арубы, в результате чего погибли все 3 человека, находившиеся на борту. ВВС Венесуэлы взяли на себя ответственность за крушение. Сообщалось, что самолет перевозил наркотики из Колумбии. Авиакатастрофа стала крупнейшей в истории Арубы. 

## Самолёт
Сбитым самолётом оказался Canadair CL-601 Challenger (бортовой номер N214FW, серийный номер 3008). Он был выпущен в 1983 году и оснащён двумя турбовентиляторными двигателями General Electric CF34-3A. В июле 2013 года, спустя менее чем две недели после основания авиакомпании Dinama Aircorp Inc., он был куплен ею и зарегистрирован по адресу в Делавэре (США), по которому было зарегистрировано еще более 200 самолётов. 15 ноября 2013 года был доставлен и совершил первый полёт для авиакомпании. Challenger совершал рейсы для двух колумбийских наркобаронов, Диксона Пенагоса-Касановы и Хуана Габриэля Риоса Сьерры, которые объединили усилия для поставок кокаина некоторым картелям в США. По данным сервиса для отслеживания полётов FlightAware, самолет совершал рейсы из Флориды в Мексику. Спустя почти 3 года после катастрофы, борт был снят с регистрации и списан.

## Происшествие
29 января 2015 года самолёт совершил несанкционированный взлёт со взлётно-посадочной полосы (ВПП) в штате Апуре, Венесуэла. Куда он направлялся, так и осталось неизвестно. Как сообщил министр обороны Венесуэлы Владимир Падрино Лопес, самолёт проигнорировал сигналы во время взлета. Борт стали сопровождать истребители ВВС Венесуэлы. По словам Владимира Падрино Лопеса, самолёт не подчинился приказу и был «аннулирован» в 25 милях к северо-востоку от военной базы Хосефа Камехо. Очевидцы записали видео крушения самолета: внезапно он загорелся и некоторое время летел вверх, пока не рухнул у побережья Арубы. Все 3 человека на борту погибли. В 6:45 утра в полицию Арубы поступил звонок о крушении самолета на юго-восточном побережье Арубы, популярном туристическом месте.

## Расследование
Официальные лица Арубы начали проводить расследование крушения. Министр юстиции Арубы Артур Дауэрс потребовал от Венесуэлы подтверждения того, стреляли ли истребители в самолёт перед его крушением. Министр обороны Венесуэлы Владимир Падрино Лопес подтвердил эту информацию.
На месте крушения следователи обнаружили 400 упаковок наркотиков, в основном кокаина. Также, среди тонн наркотиков были обнаружены останки трех человек.
Выяснилось, что владельцем и единственным должностным лицом авиакомпании Dinama Aircorp, которая в свою очередь владела сбитым бортом, был Конрад Кулатц, адвокат из Форт-Лодердейла, которого в июле 2013 года (незадолго до основания Dinama Aircorp) ассоциация адвокатов Флориды внесла в список лиц, не имеющих права заниматься юридической практикой, поскольку он не соответствовал требованиям непрерывного юридического образования. Тогда же была основана авиакомпания Dinama Aircorp. По адресу, по которому она была зарегистрирована, было зарегистрировано более 200 самолётов, включая самолёт, конфискованный Доминиканской Республикой. Именно Кулатц и еще один адвокат зарегистрировали его в Федеральном управлении гражданской авиации США (FAA). Кулатц также зарегистрировал в США самолёты, на которых в 2013 году были обнаружены следы контрабанды наркотиков. Было обнаружено, что три из них были незаконно зарегистрированы в США на имя гражданина Мексики. Кулатц обманул FAA, просто указав в качестве своего адреса торговый центр в Техасе недалеко от мексиканской границы и утверждая, что является гражданином США.
В то время два колумбийских наркобарона, Диксон Пенагос-Касанова и Хуан Габриэль Риос Сьерра искали американские самолёты для поставок наркотиков, поскольку они считали, что так им будет легче «не привлекать внимания». Они арендовали борт N214FW, который принадлежал Dinama Aircorp. Чтобы обеспечить успех, они заплатили владельцу самолета комиссию в размере около 30-35 процентов от партии кокаина и подкупили венесуэльских военных и правительственных чиновников, согласно записям федерального суда.
По делу о контрабанде наркотиков воздушным путем, в 2016 году были арестованы Диксон Пенагос-Касанова и Хуан Габриэль Риос Сьерра. 29 июня 2020 года, окружным судом Центрального округа Калифорнии, Пенагосу-Касанове был вынесен приговор. Основатель компании Dinama Aircorp Конрад Кулатц, чей самолёт был задействован в перевозке кокаина в США и Венесуэлу, не был осужден в правонарушениях в связи с этим делом, и скончался в 2021 году в возрасте 81 года.